# Okręg (jednostka administracyjna)
Okręg – jednostka podziału administracyjnego w wielu państwach, gdzie w zależności od języka nosi różne lokalne nazwy, np.:
- borough po angielsku;
- arrondissement po francusku;
- Kreis po niemiecku;
- apskritis po litewsku;
- județ po rumuńsku;
- rreth po albańsku;
- okres po czesku i słowacku;
- округ (okrug) po rosyjsku;
- округ (okrug) po serbsku;
- körzet po węgiersku;
- comarca po hiszpańsku;
- buirg po irlandzku;
- sýsla po islandzku[1][2][3].

## Kraje francuskojęzyczne (arrondissement)

### Francja
W podziale administracyjnym departamenty składają się z arrondissements. Stolica arrondissement nazywana jest podprefekturą.
We Francji arrondissement to również nazwa dzielnic największych miast kraju. Stolica Francji, Paryż, podzielona jest na 20 dzielnic (arrondissements). Podział na dzielnice istnieje też w Marsylii i Lyonie.

### Belgia
Belgia podzielona jest na prowincje, które z kolei dzielą się na arrondissements. Każdy arrondissement składa się z gmin.

### Kanada
W prowincji Quebec kilka (przeważnie większych) miast: Montreal, Québec, Longueuil, Sherbrooke, Saguenay, Lévis, Grenville-sur-la-Rouge i Métis-sur-Mer dzieli się na arrondissements, czyli dzielnice.

### Senegal
Senegal podzielony jest na regiony, które dzielą się na departamenty, a te z kolei składają się z arrondissements.